# 满浓池
满浓池（日语：満濃池）位于香川县仲多度郡滿濃町，是日本最大的灌溉用水库。周長約20km，蓄水量約1540萬噸。該池最早於8世紀初期建造，著名僧侶空海曾於818年對該池進行整修。
滿濃池初建時，其行政區劃位於神野鄉，故被称作神野池。嵯峨天皇即位後由於池名與天皇名字發音相同，為了避諱而改稱真野池。之後又改名万农池和萬農池，明治时期才定名為満濃池。满浓池周边有赤松林和柞栎和等落叶广叶树林樹林、大鹰和鹞等32科75种鸟类，日本松鼠等6科12种的野生動物。由于这些生物的存在非常的重要，因此該池周邊32公頃地被香川县指定为鸟兽保护区。

## 歷史
701年至704年（大寶年間）間，讚岐國守道守朝臣建造了滿濃池。818年（弘仁9年）因洪水潰堤，於是空海於821年（弘仁12年）擔任築池別当，負責滿濃池的修建，修築工程歷時三個月。但此後又歷經多次潰堤和修築。1184年（元暦1年）潰堤後，就沒有再進行修復，水池的遗址被民家改修为水田，被称为「池内村」。直到1628年（寛永5年），讚岐国領主生駒高俊命令西嶋八兵衛著手改修，三年後改修完成。
1996年，被选为日本的音风景100选。2000年（平成12年），满浓池樋门被登錄為国有的登録有形文化财（建造物），2005年被财团法人水库水源地环境整备中心選為「百选水库」。2010年又被农林水产省選為「百选蓄水池」
- 1854年（嘉永7年）：受地震影響而破堤。
- 1870年（明治3年）：复旧工事完成。
- 1905年（明治38年）：着手第一次增高工事、堤防 增高三尺。
- 1906年（明治39年）：1月　第一次增高工事完成。
- 1927年（昭和2年）：10月　着手第二次增高工事、堤防增高五尺。
- 1930年（昭和5年）：12月　第二次增高工事完成。
- 1941年（昭和16年）：4月　着手第三次增高工事、堤防增高6m。
- 1959年（昭和34年）：第三次增高工事完成以及天川引水路完成。

## 数据

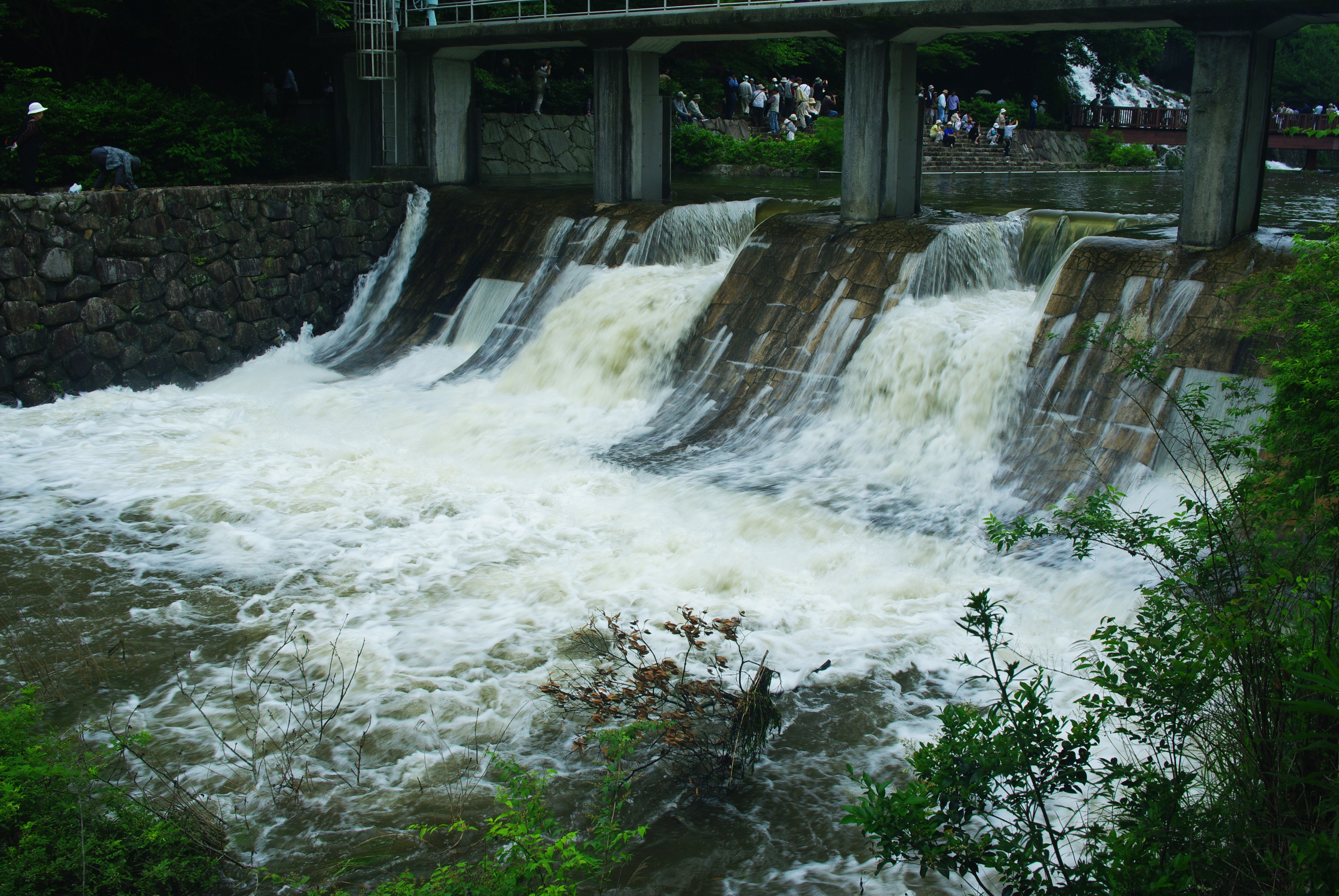

### 現在的数据
- 形式：拱型 土堰堤
- 堤高：32.0m
- 堤长：155.8m
- 周围：19.7km
- 蓄水量：15,400,000m³
- 满水面积：138.5ha
- 池敷面积：142.1ha
- 灌漑面积：3,239ha
- 水源：金仓川、土器川（天川引水路）
- 備考：樋门是登录有形文化财

### 弘仁12年復旧时的数据
- 堤高：22m
- 周围：2里25町（約10.58km）
- 面积：81ha
- 蓄水量：5,000,000m³以上
- 水源：金倉川

### 寛永8年復旧时的数据
- 堤高：12間半
- 堤长：45間
- 周围：4501間
- 水深：35,814石（那珂郡，鵜足郡，多度郡）
- 水源：金倉川

### 各增高工事时的数据
- 第1次增高工事：
- 貯水量：6,602,000m³
- 第2次增高工事：貯水量：7,800,000m³
- 第3次增高工事：貯水量：15,400,000m³

## 放水

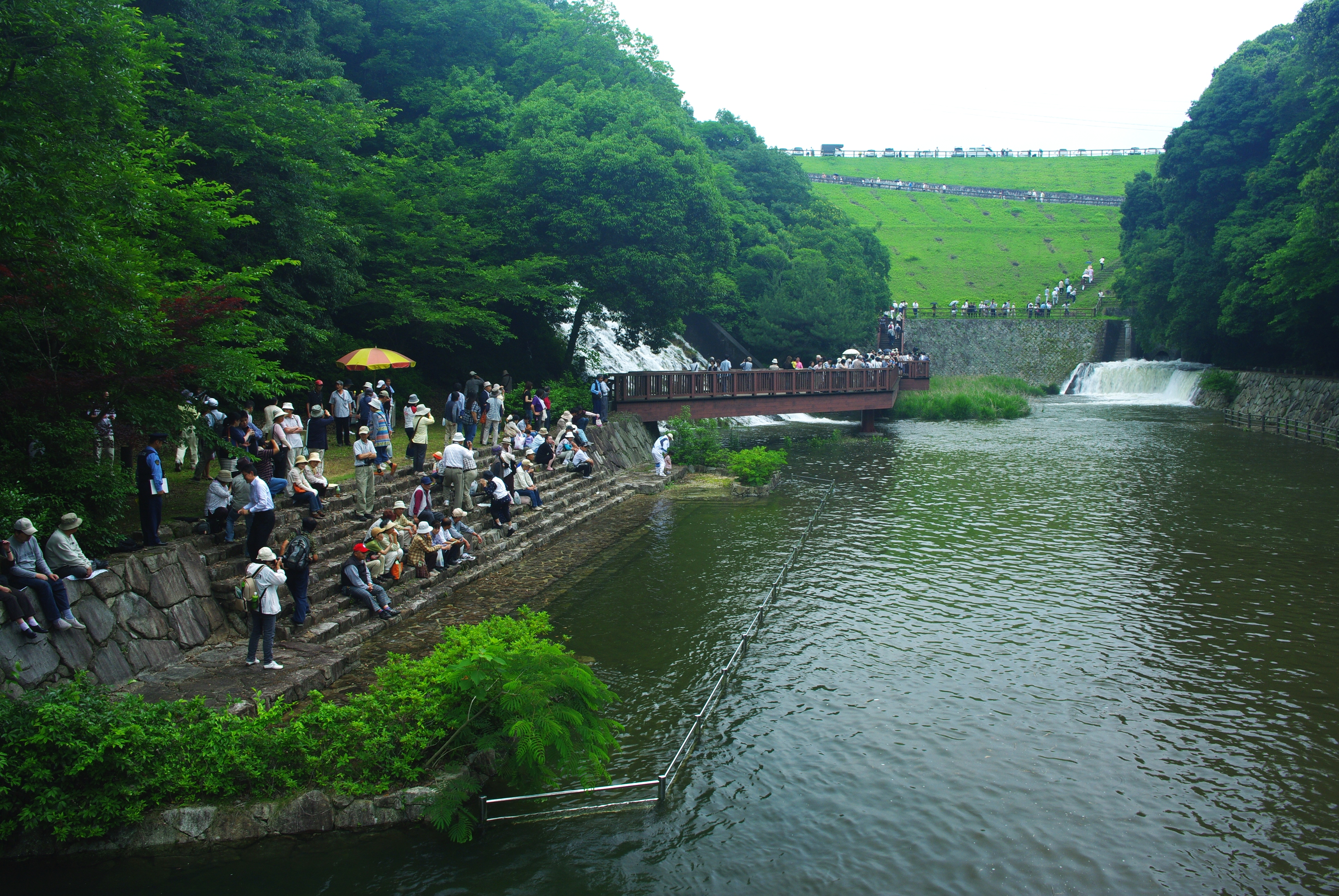

毎年从6月中旬开始放以毎秒4立方米的农业用水、讚岐平野一起种植水稻。这次放水的声音和堤坝下的「萤火虫公园」的细细流水声作为被选为日本的音风景100选「满浓池放水时的细细流水声」被选为日本的音风景100选。

## 画廊

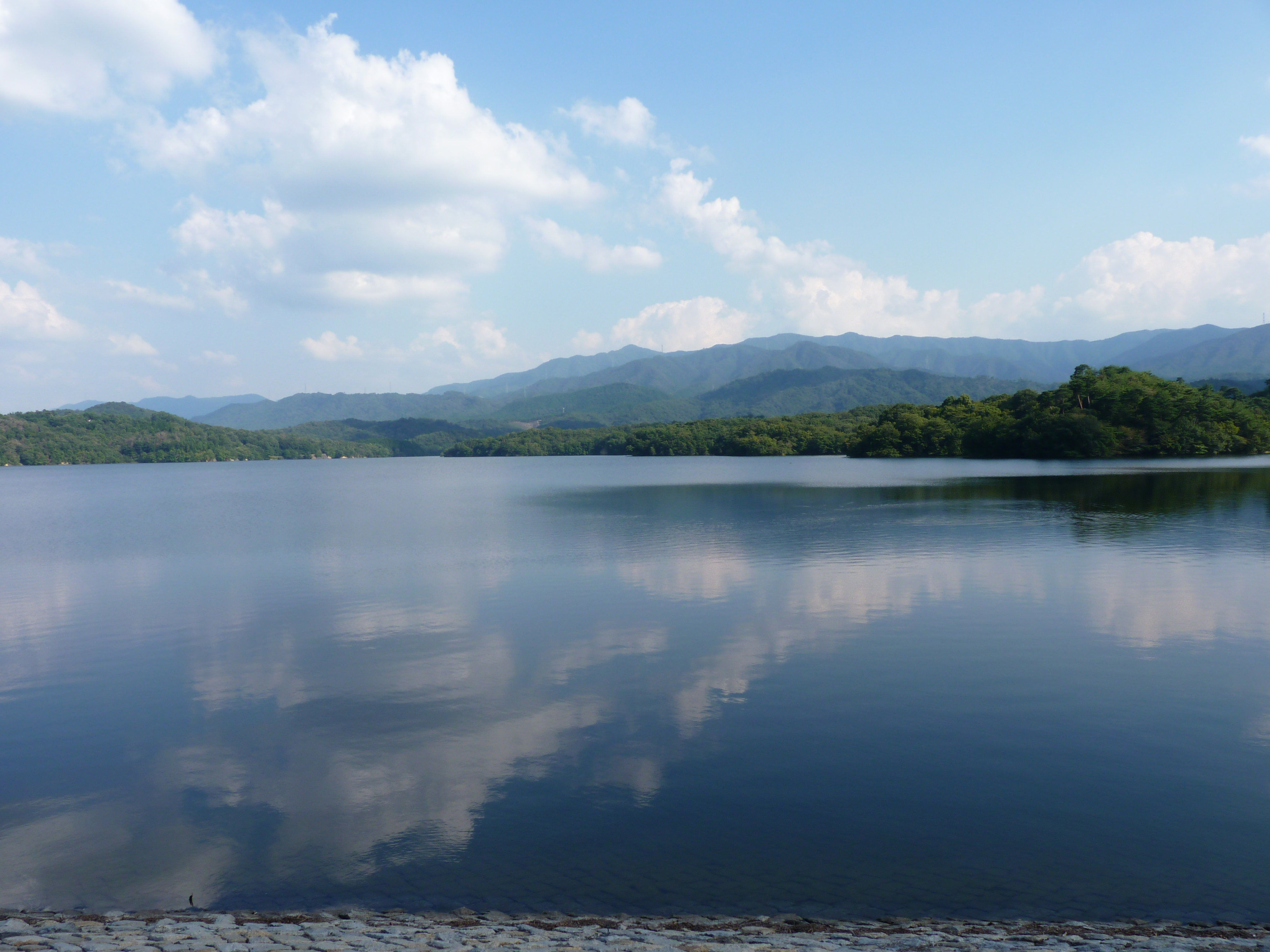
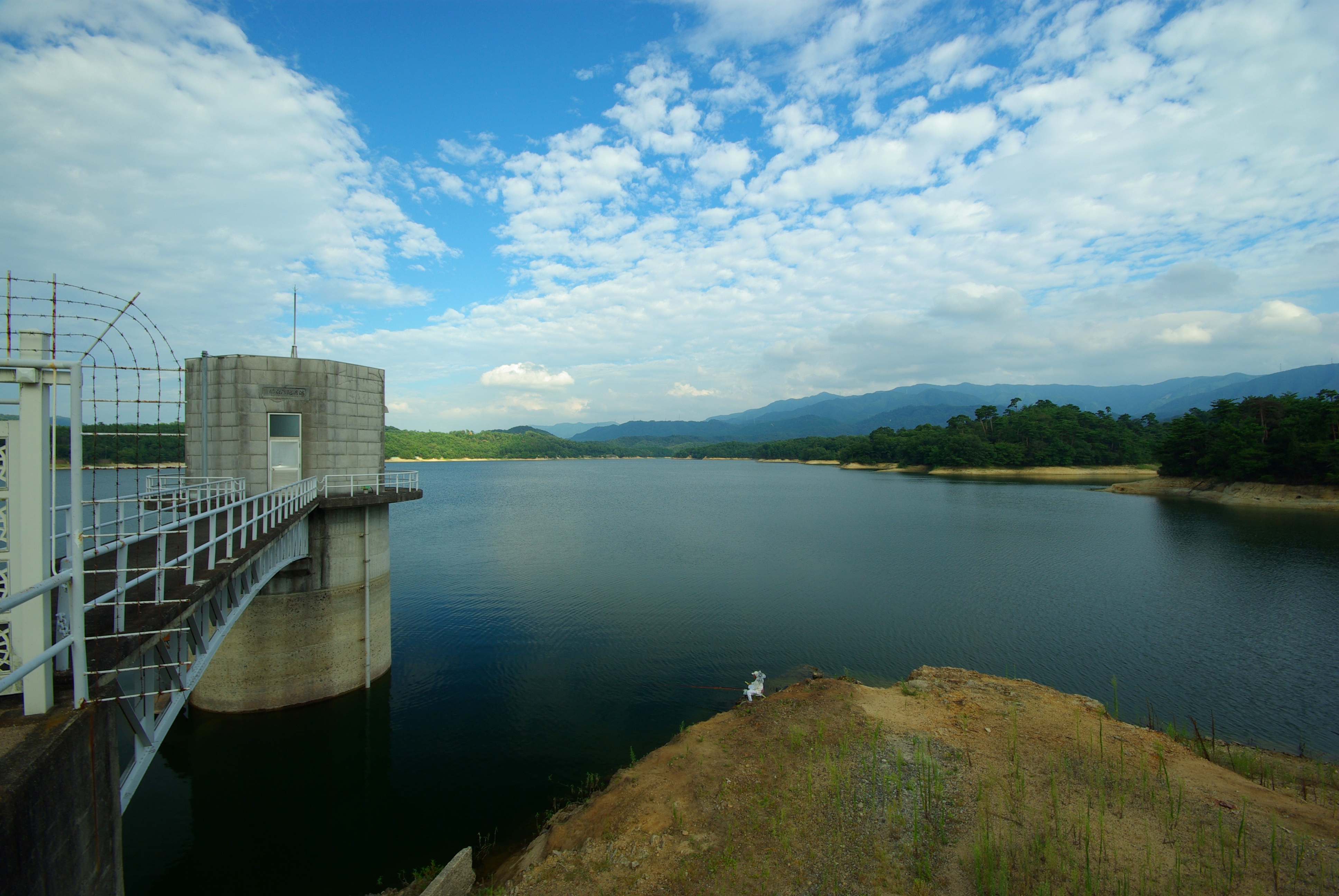
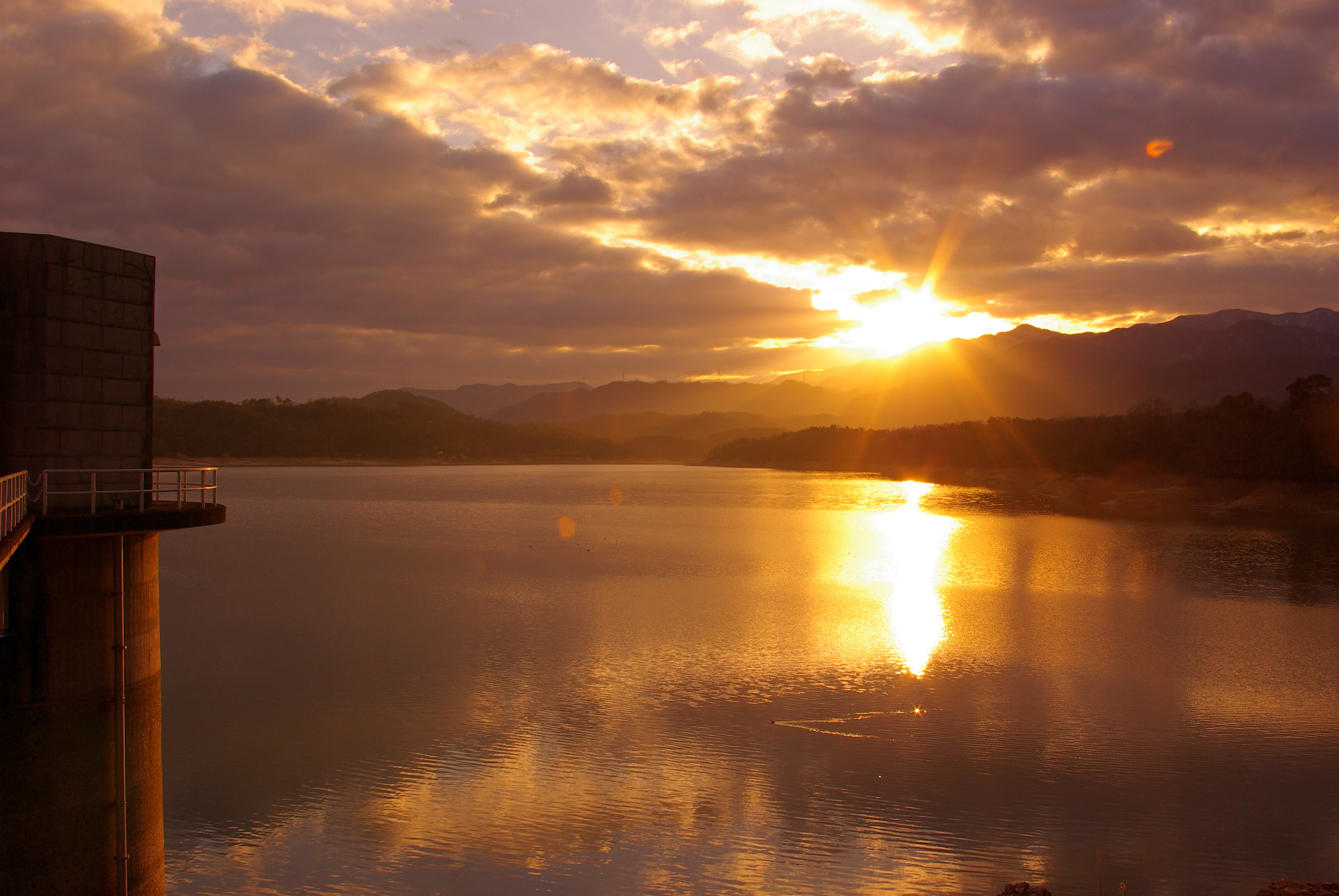
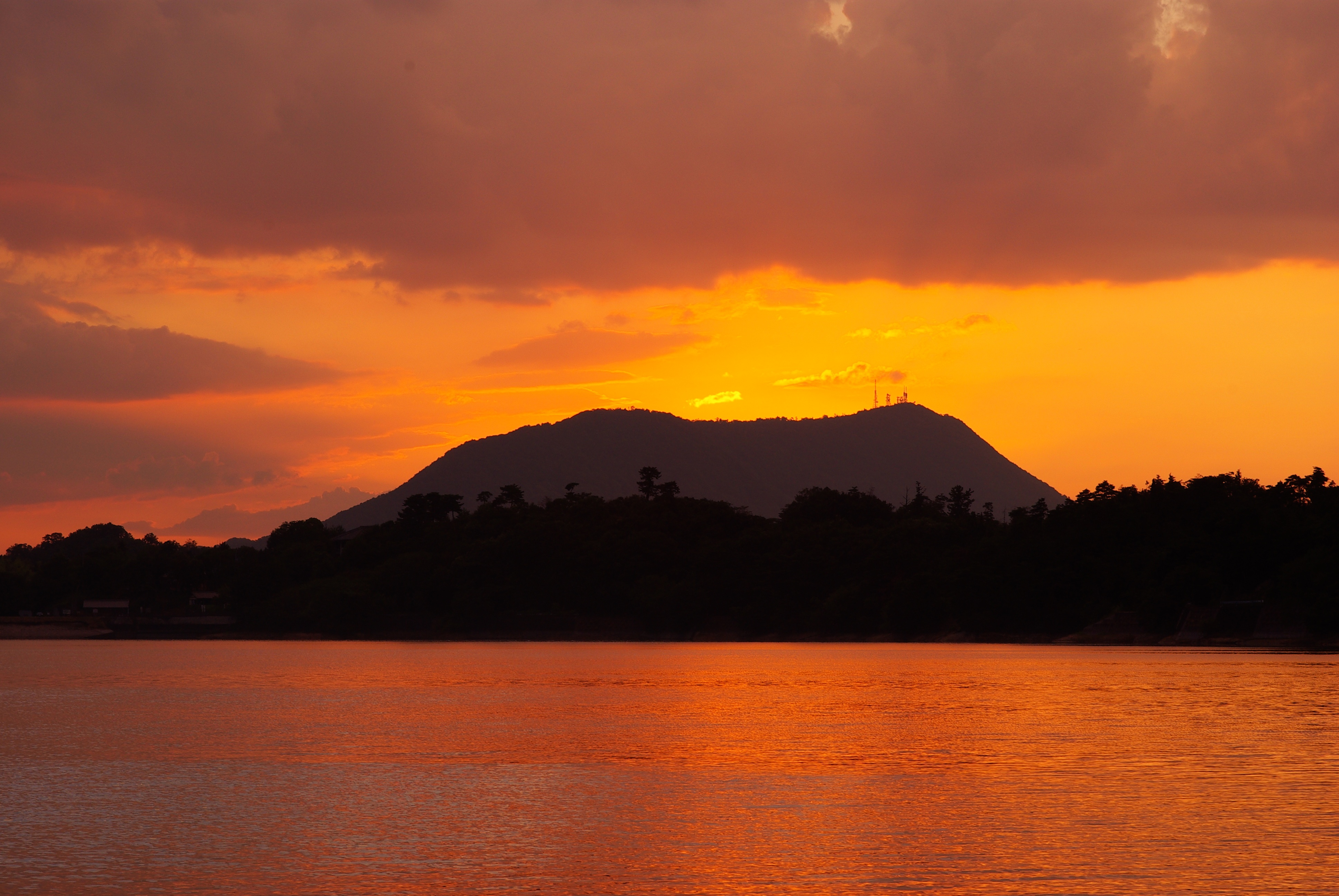
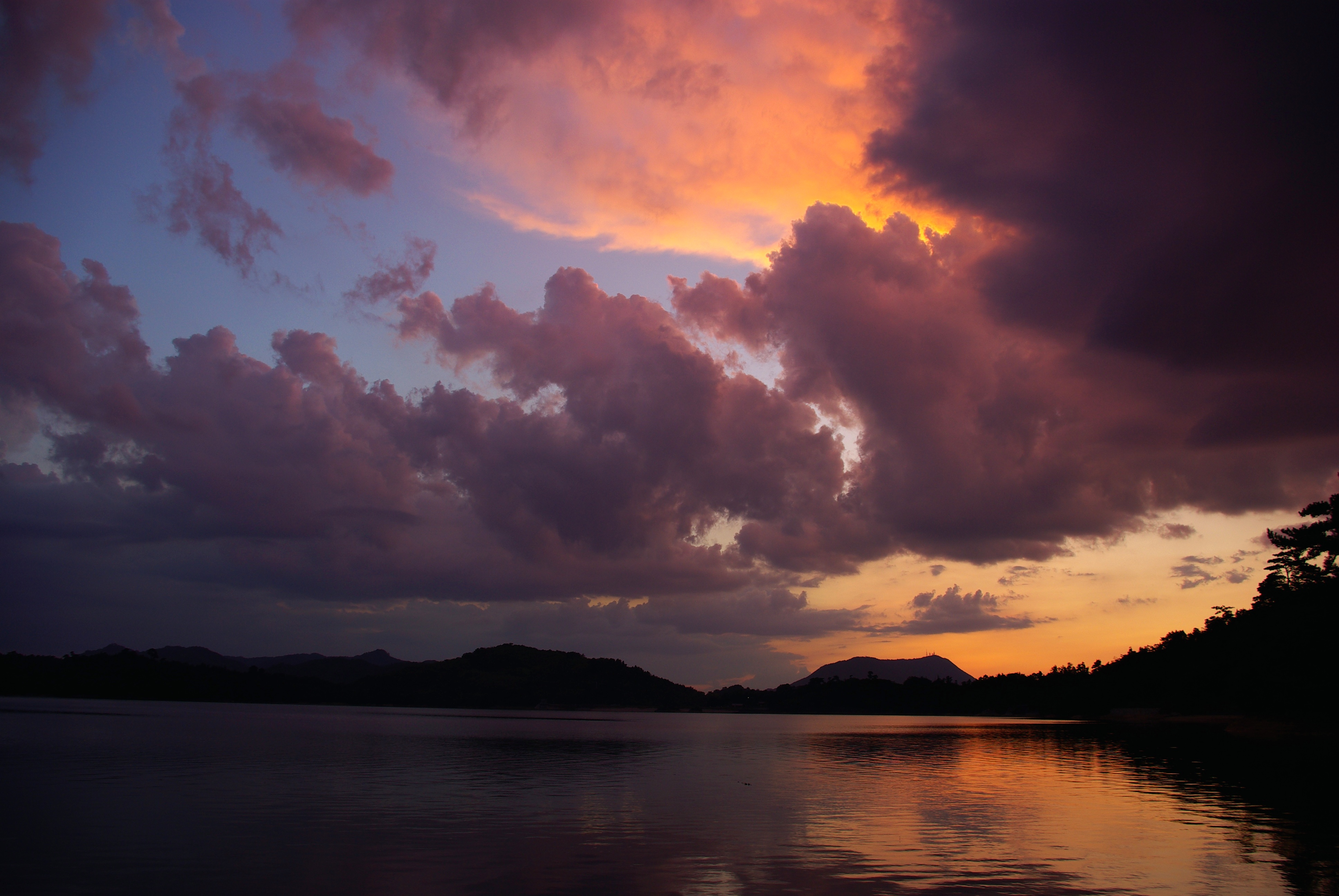
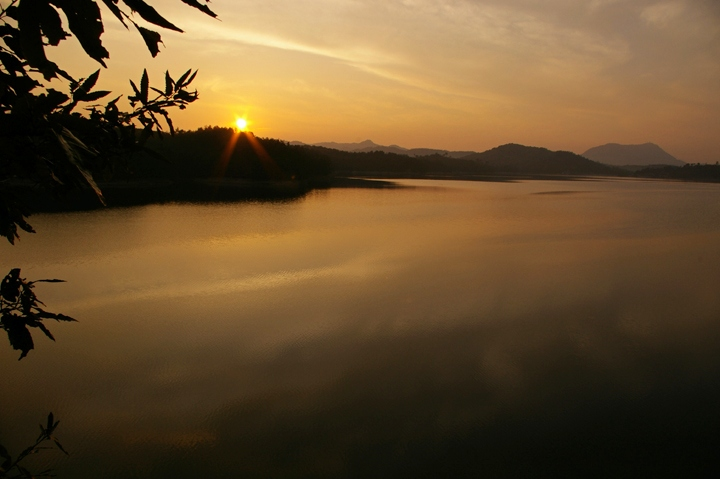
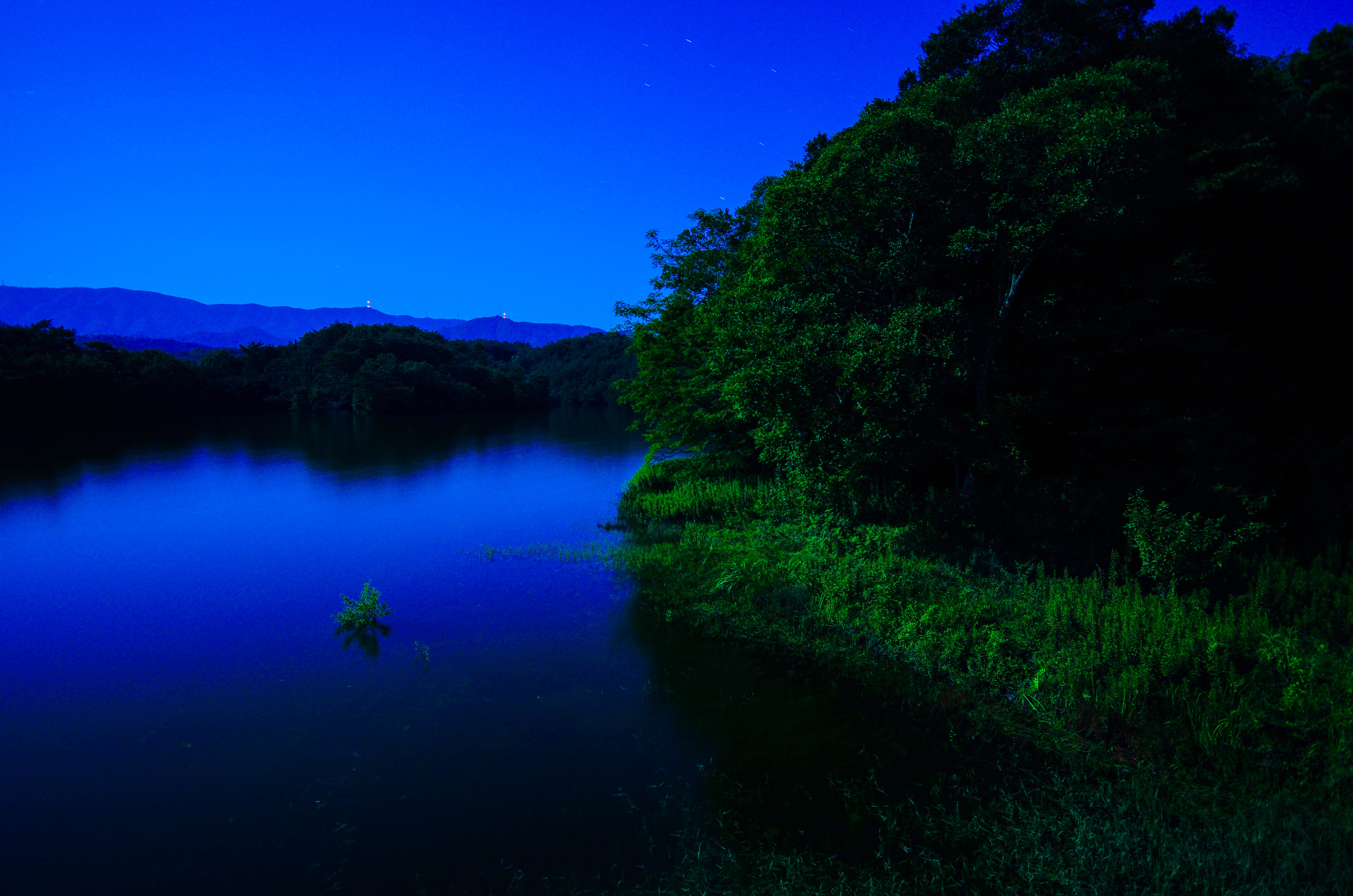
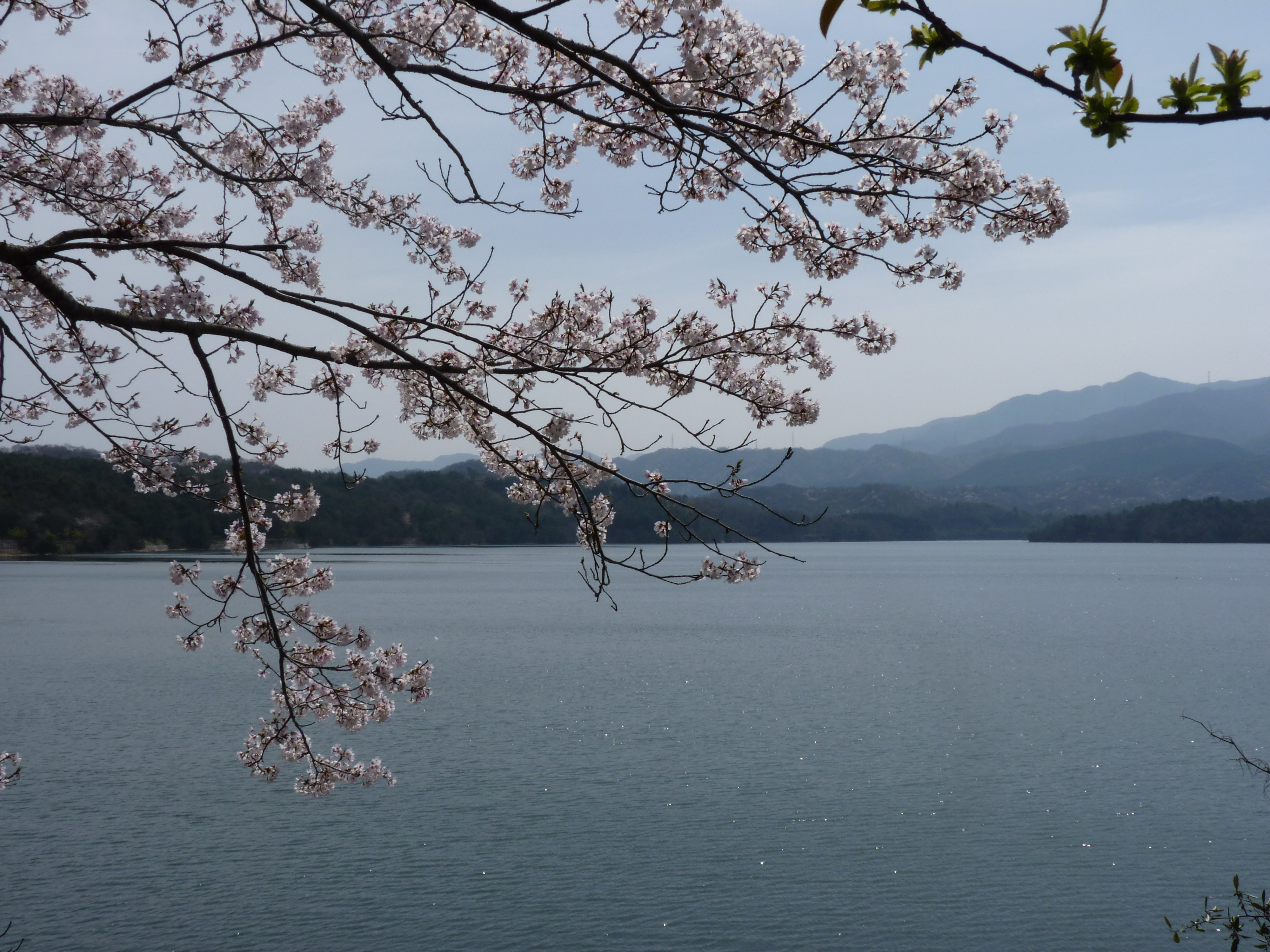
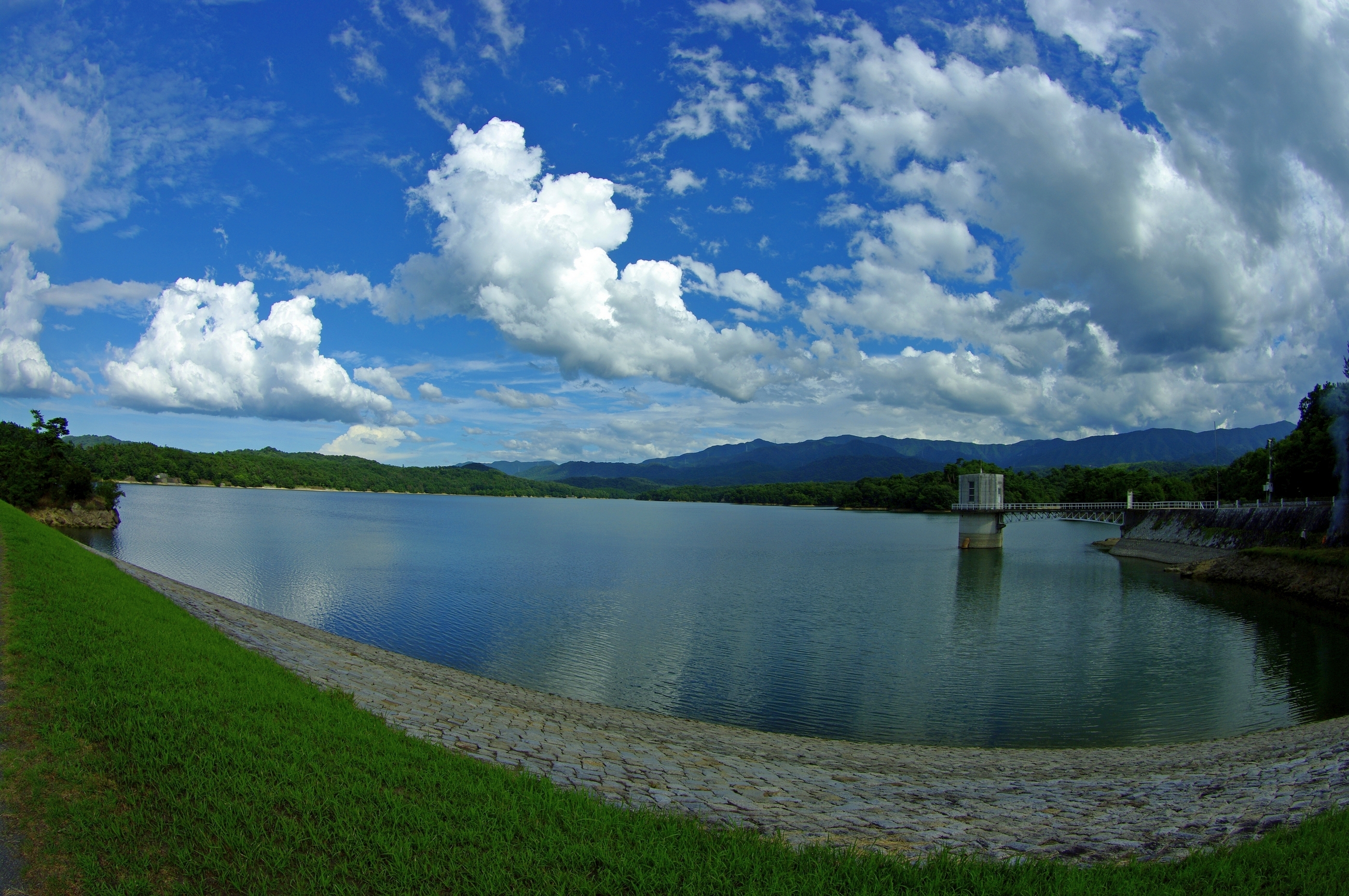
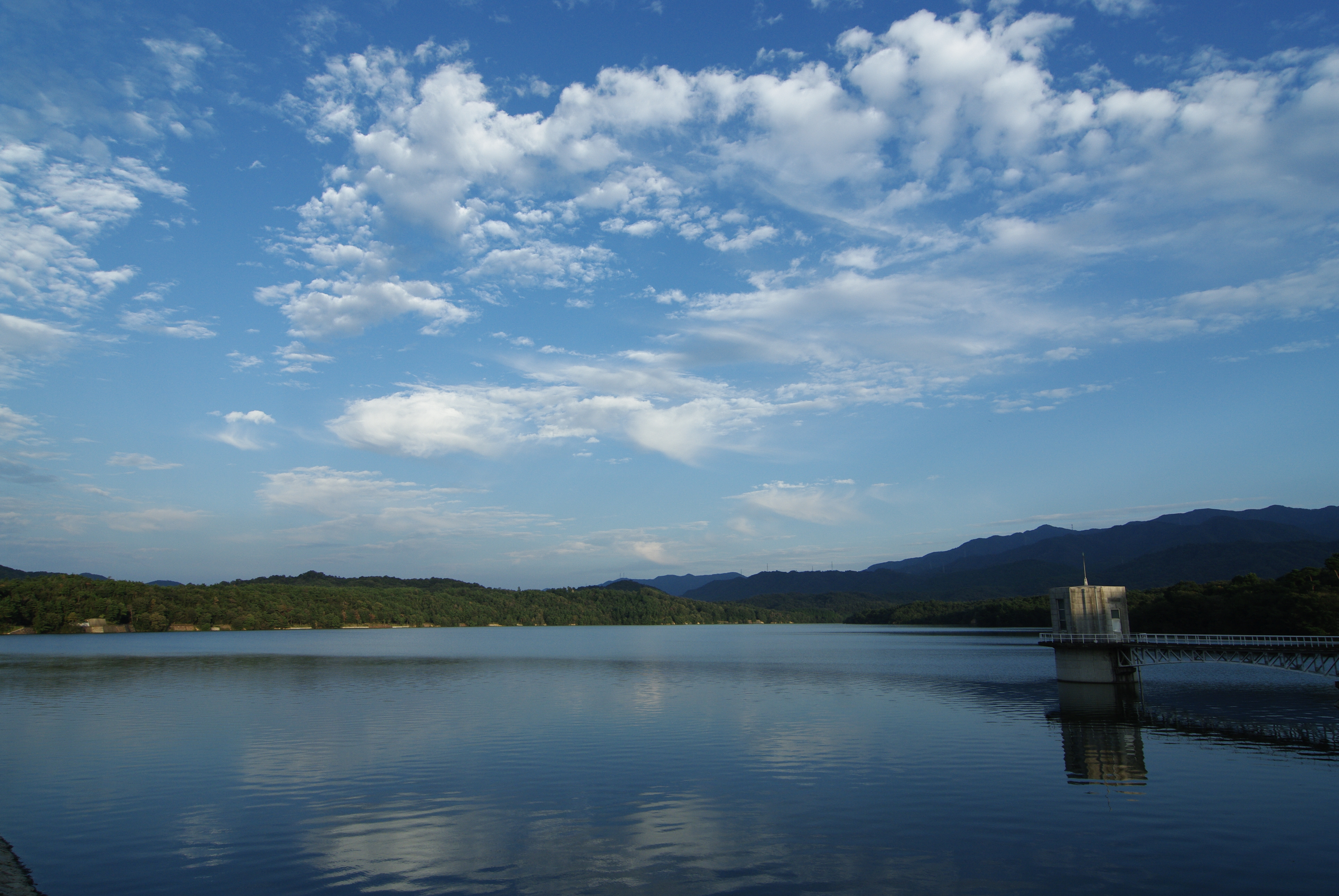
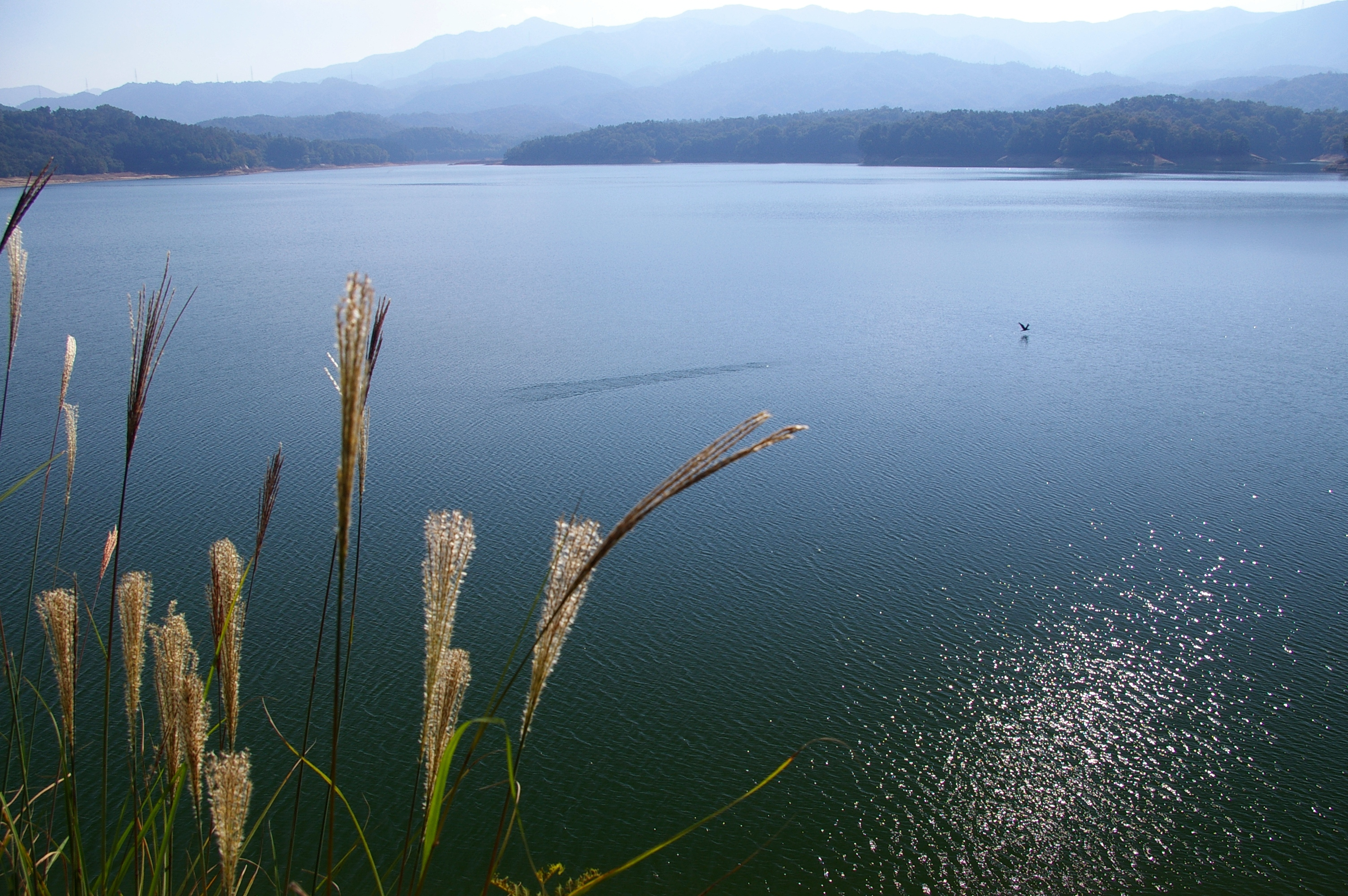
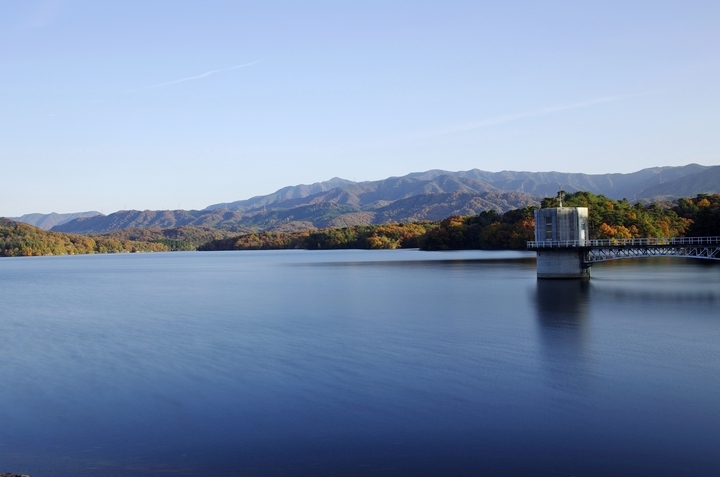
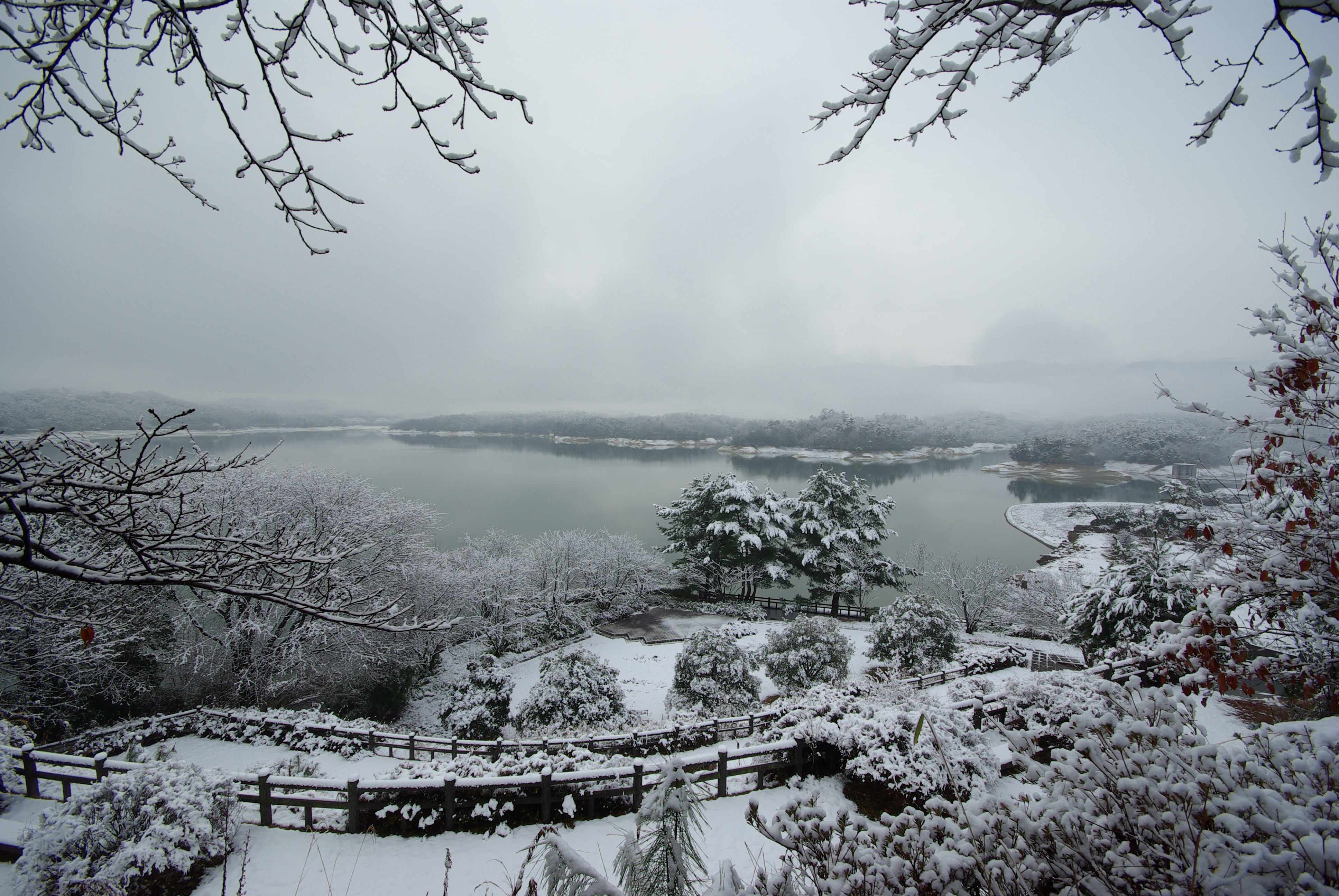
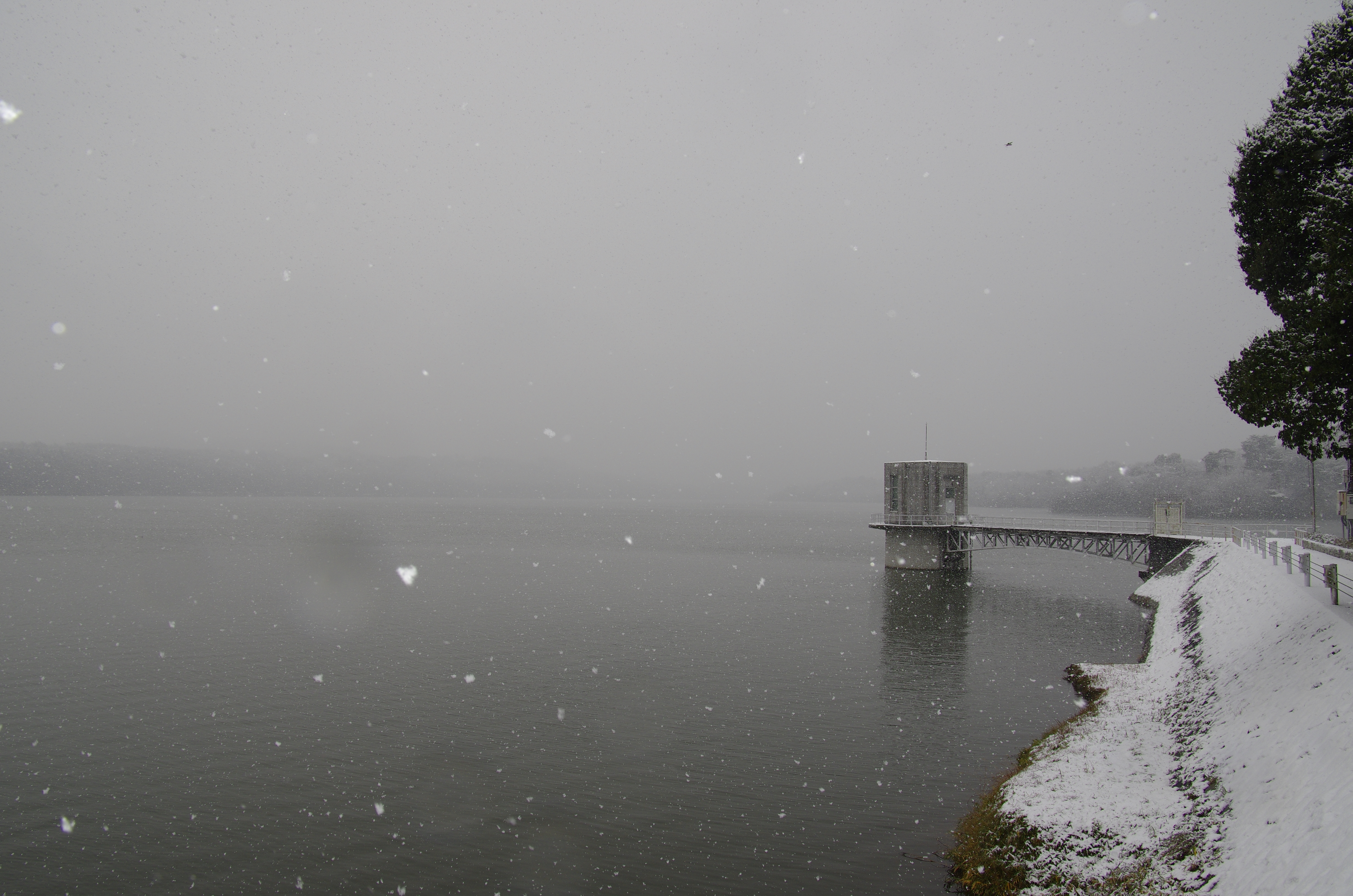
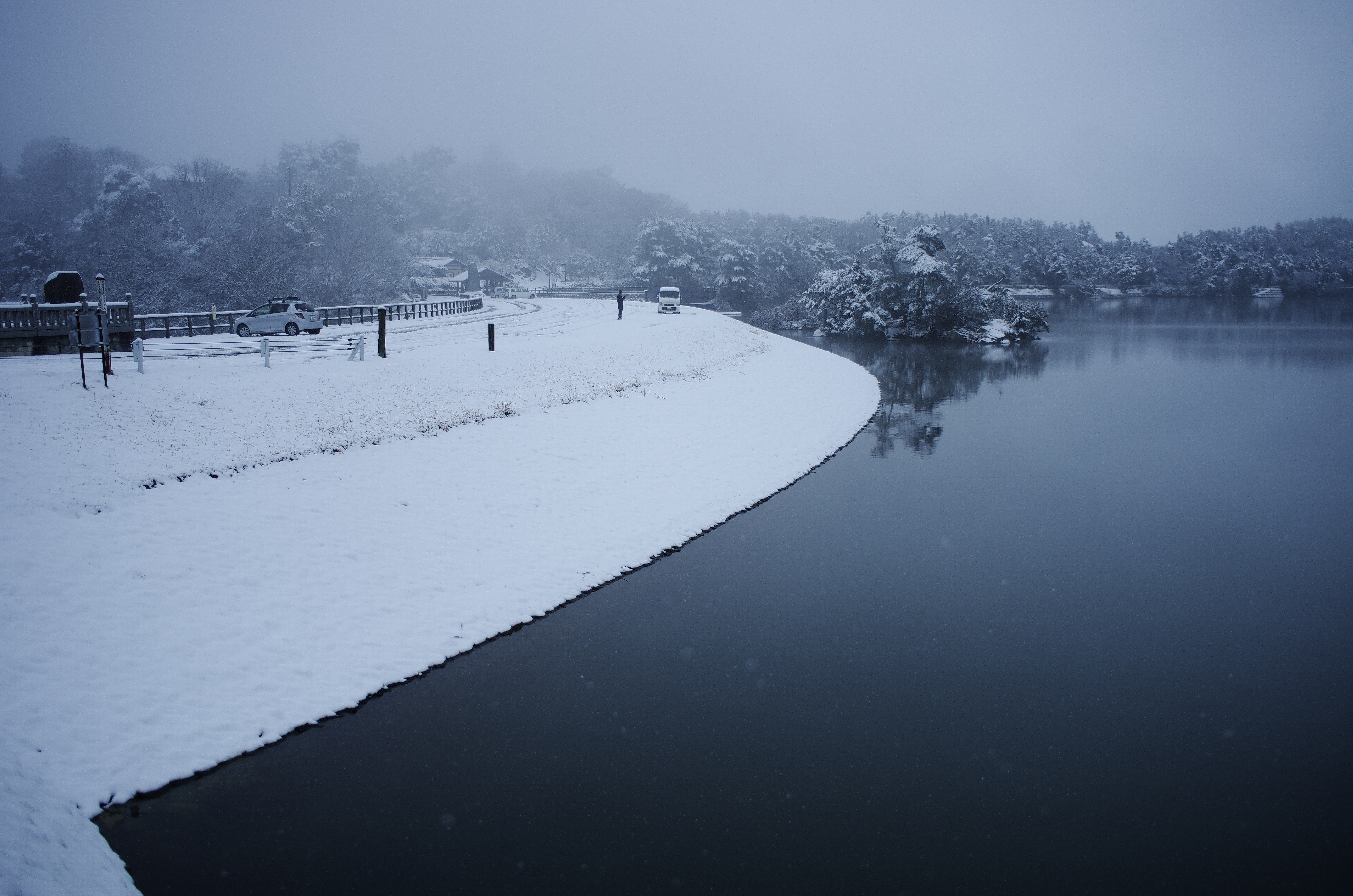

## 交通

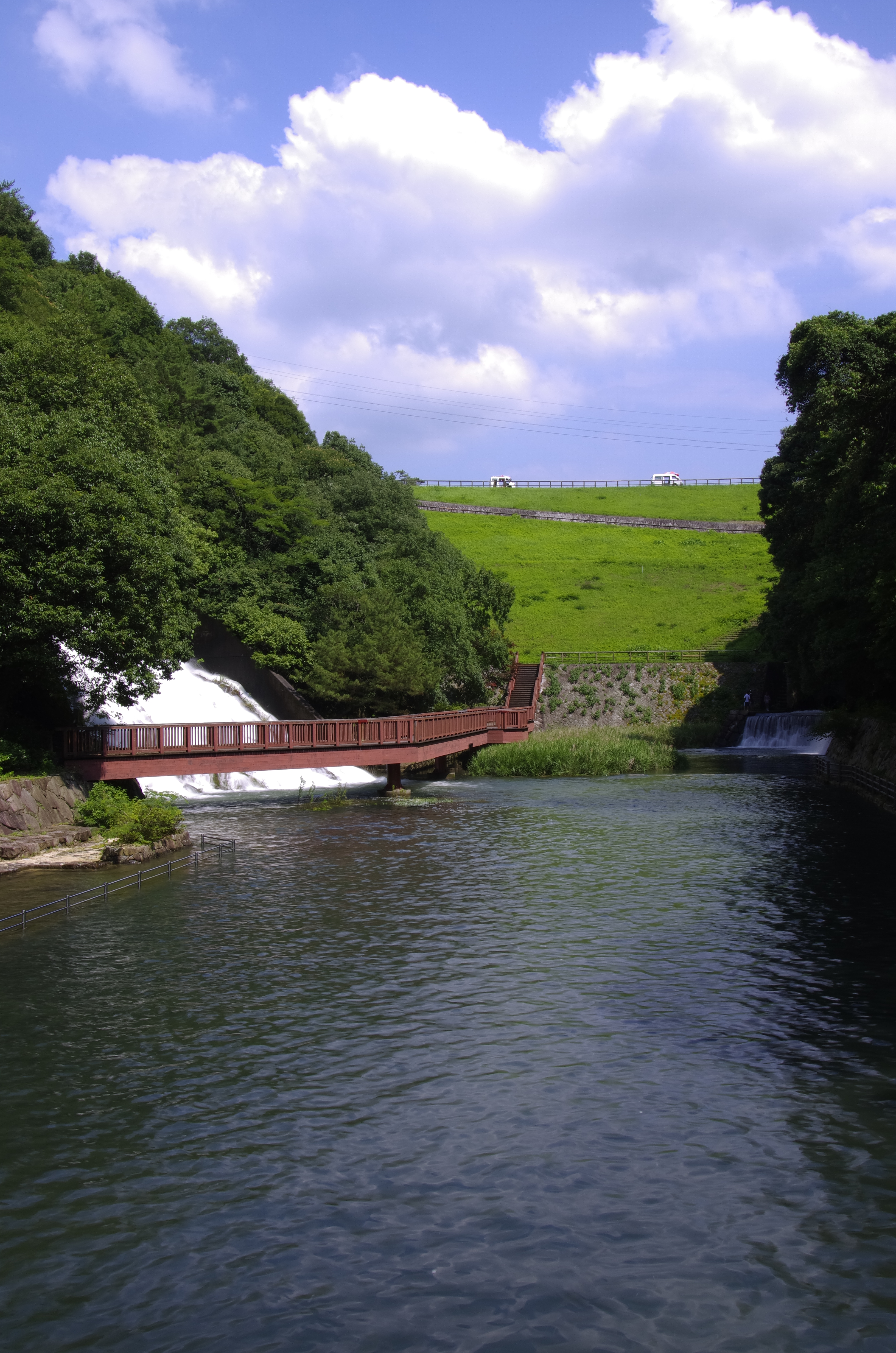

### 鐵道
從土讚线琴平站或琴平线的琴电琴平站乘出租车需约15分钟

### 巴士
从JR琴平站前、琴电琴平站前 美合线（美合、美霞洞温泉、落合、川奥方向）「满浓公园口」下车步行约15分。
从高松高速善通寺出口入国道319号向琴平方面榎井交差点左转、香川县道282号高松琴平线经由四条交差点右转、香川县道200号满浓善通寺线大约4km。

## 外部連結
- 维基共享资源上的相關多媒體資源：Mannō, Kagawa
- Official website （页面存档备份，存于） （日語）